# Lejla
"Lejla" foi a canção que representou a Jugoslávia no Festival Eurovisão da Canção 1981 interpretada em servo-croata por Seid-Memić Vajta. A canção tinha letra e música de Ranko Boban e foi orquestrada por Ranko Rihtman.
A canção jugoslava foi a sétima a atuar na noite do evento (a seguir à canção dinamarquesa cantada por Tommy Seebach e Debbie Cameron e antes  da canção finlandesa interpretada por Riki Sorsa). No final da votação, obteve 35 pontos e classificou-se em 15.º lugar (entre 19 países concorrentes).
A canção é uma balada que fala de um homem apaixonado por uma mulher chamada Lejla, ele diz nomeadamente "que ninguém te amou tanto como eu"